# تومي بيرسون
تومي بيرسون (بالإنجليزية: Tommy Pearson)‏ (6 مارس 1913 بإدنبرة في المملكة المتحدة - 2 مارس 1999) هو مدرب كرة قدم ولاعب كرة قدم بريطاني (وحمل سابقاً جنسية المملكة المتحدة لبريطانيا العظمى وأيرلندا) في مركز الوسط. شارك مع منتخب اسكتلندا لكرة القدم ومنتخب إنجلترا لكرة القدم. أما مع النوادي، فقد لعب مع نادي أبردين ونيوكاسل يونايتد ورابطة كرة القدم الاسكتلندية الحادية عشر ‏.

## وصلات خارجية
- تومي بيرسون على موقع الاتحاد الإسكتلندي (الإنجليزية)
- تومي بيرسون على موقع قاعدة بيانات كرة القدم.إي يو (الإنجليزية)